# Héctor Rodríguez
Héctor Rodríguez, född den 12 augusti 1951, är en kubansk judoutövare.
Han tog OS-guld i herrarnas lättvikt i samband med de olympiska judotävlingarna 1976 i Montréal.